# Waltrop
Waltrop település Németországban, azon belül Észak-Rajna-Vesztfália tartományban. Lakosainak száma 29 586 fő (2023. december 31.). Waltrop Dortmund, Ickern, Lünen, Olfen és Datteln községekkel határos.

## Népesség
A település népességének változása:
| Lakosok száma | 26 846 | 29 252 | 29 345 | 29 429 | 29 644 | 29 586 |
|               | 1975   | 2017   | 2019   | 2021   | 2022   | 2023   |